# Myddfai
Myddfai est un village et une communauté du Carmarthenshire, au pays de Galles.
Au recensement de 2011, elle comptait 398 habitants.
Le village est associé à la légende des médecins de Myddfai, une lignée de médecins qui aurait été active dans la région du XIIIe au XVIIIe siècle sans interruption.